# Дворец карабахских ханов
Дворец карабахских ханов или дворец Панахали хана — дворец в историческом центре города Шуша, бывший резиденцией основателя Карабахского ханства Панахали хана. В период правления Панахали хана дворец был не только резиденцией правителя — там он жил вместе со своей семьёй. Его сын Ибрагимхалил хан со своей семьёй и приверженцами поселился в построенном в тот же период дворце Ибрагимхалил хана. Для старшего сына Ибрагимхалил хана, Мухаммедгасан ага, был построен другой дворец на отвесной скале на юго-востоке Шушинского плато. Кроме этих дворцов в Шуше также были построены принадлежащие ханской семье дворец ханской дочери Натаван и дворец Гара Беюк ханым. Хотя в различных источниках название Дворца карабахского хана приписывается в различных источниках каждому из этих зданий, но главной политической резиденцией карабахских ханов был дворец-замок первого карабахского хана Панахали хана.

## История
Почти для всех городов феодального периода было характерно наличие укреплённых цитаделей, сооружённых в пределах города, на естественно защищённых возвышенностях. В этих цитаделях, являвшихся архитектурно-планировочной доминантой вновь создававшихся городов, размещались дворцовый комплекс, укрепления и другие сооружения, предназначенных для обслуживания правителя и обеспечения его безопасности. В XVI—XVIII веках цитадель правителей называли Ичери гала (внутренняя крепость), иногда Бала Гала (малая крепость) или Арк (как например, называлась цитадель Тебриза).
Обычно строительство феодального города начиналось с возведения цитадели правителя. При строительстве же Шуши в силу исключительно своеобразных и стратегических выгодных качеств Шушинского плато, видимо, строительство замков, в том числе и замка цитадели самого Панахали хана, велось одновременно с возведением оборонительных стен крепости. Практически для безопасности крепости достаточно было укрепить оборонительными стенами лишь северную сторону плато. П.Зубов пишет:
Шуша созидалась как бы волшебством: уже высокие каменные стены с грозными бойницами и башнями воздвигались со стороны гянджинской дороги и внутри крепости явились небольшие четырёхугольные замки, в которых поселился Панах хан со своими приверженцамик
Застройку крепости, по свидетельству историка Карабаха Бахарлы, начали с менее пересечённой восточной части плато. Это, отмечает Э.Авалов, подтверждает и недатированный генплан города Шуша. Он считает, что план был выполнен в первой трети XIX века. Из плана видно, что шушинские замки размещались на восточной части плато и были воздвигнуты, как принято, на естественных преградах — на холмах или на краю отвесных скал. Эти замки гармонично сочетались с природным ландшафтом, играя роль архитектурных доминант.
По сведениям Мирза Адыгёзал бека, в период правления Панахали хана в Шуше для членов ханской семьи был построены «просторные дома и высокие дворцы».
Историк Карабаха Мир Мехти Хазани писал, что Панахали хан воздвиг себе «дворец наподобие маленькой крепости со стенами и башнями», а рядом со своей резиденцией на холме построил «красивый дворец» сыну Ибрагимхалилу.
До наших дней дошли лишь два замка, расположенные в юго-восточной части Шуши. Один из них — это замок Гара Беюк ханым, стоящий на холме, второй — замок Панахали хана, который стоит у края обрыва, над глубоким оврагом.

## Архитектурные особенности
Своеобразие архитектуры замков в Шушинской крепости привлекало внимание путешественников и гостей города. Например, в середине XIX в газете «Кавказ» отмечалось:
Среди разнообразных домов и жилых построек города сразу бросаются в глаза замки, где живут члены ханской семьи: они неповторимы. Они окружены высокими стенами с круглыми башнями по углам».
Ориентируясь на недатированный генплан, можно сделать вывод, что почти все шушинские замки имели одинаковую конфигурацию: прямоугольные в плане, они были обнесены со всех четырёх сторон оборонительными стенами, по углам которых стояли трёхчетвертные башни. С внутренней стороны к этим стенам пристраивались помещения, служившие жильём обитателям замков. Объёмно-пространственное и планировочное решение шушинских замков было создано под влиянием архитектуры Шахбулагского замка.
Главные входы этих замков, обращённые на север, как и в Шахбулагском замке, были защищены от прямого подхода выдвинутыми наружу призматическими надвратными башнями с Г-образными проходами. Верхние части Шушинского замка Панахали хана не сохранились. Э.Авалов отмечал, что и в Шушинском замке Панахали хана, как и в Шахбулагском замке и в замке Гара Беюк ханым, надвратная башня была двухэтажной.
В двухэтажном здании дворца располагались многочисленные комнаты, в том числе большой Т-образный парадный зал. Он играл роль композиционного центра здания. Этот зал отделялся от внешнего пространства подъёмными окнами-шебеке, получившими широкое распространение в дворцовом, жилом и культовом строительстве на территории нынешнего Азербайджана XVIII—XIX вв..

## Нынешнее состояние
От Дворца карабахских ханов остались лишь некоторые части стен. В ходе Второй Карабахской войны 8 ноября 2020 года город Шуша перешёл под контроль ВС Азербайджана. Ныне здесь ведутся восстановительные работы с участием азербайджанских и зарубежных специалистов.

## Галерея
- Дворец карабахских ханов на открытке XIX века
- Василий Верещагин – Конец драматического представления, 1865. На заднем плане видны Шушинская крепость и ханский дворец.
- Останки стен